# Борис Новковић
Борис Новковић (Сарајево, 25. децембар 1967) хрватски је кантаутор и певач рок музике. 

## Каријера
Борис Новковић је поријеклом из околине Шапца, његов дјед Вукашин Новковић је свирао виолину у локалном КУД-у да би се послије преселио у Сарајево гдје је одрастао Борисов отац Ђорђе, познати музичар и композитор. Своју прву гитару је добио са 13 година.
Почео је каријеру 1986, те године је са својом рок групом "Ноћна Стража" снимио албум Куда иду изгубљене девојке (Тамара). Истоимени сингл му је донео невероватан успех на простору бивше Југославије.
После много хитова као што су Док свира радио, Плакат ћу сутра, Да те нисам љубио, Не вјерујем твојим уснама, Ајша, У твојим очима, Срце зна и др, 1995. године поводом десетогодишњице каријере објављује албум највећих хитова. Следећи такав објављује 2003. године. Нови албум, Записан у теби, објављен је 2008. године.
Борис је 2005. године представљао Хрватску на Песми Евровизије, са песмом Вукови умиру сами и у финалу заузео једанаесто место. Наредне године учествује као композитор Северинине песме Моја штикла.

## Фестивали

### Југословенски избор за Евросонг
- Дајана (са Ноћном стражом), друго место, Задар '90

### Сплит
- Више ништа није као прије, награда Тома Бебић најуспешнијем кантаутору, '93
- Када ти љубав закуца на врата, '95

### Загреб
- Лете птице, '93
- Од кад нисам твој, '94
- Далеко (дует са Кемалом Монтеном), победничка песма, '97
- За све оне дивне жене, 97
- Не могу да не мислим на тебе, '99
- Све јесени, зиме, најемитованија песма, 2001
- Лагана ствар, 2014

### Дора, Опатија
- Emily, '94
- Пјесма моја, то си ти, '95
- Опростит' ћемо све, 2000
- Елоис, 2002
- Вукови умиру сами, победничка песма / Евросонг - 11. место

### Хрватски радијски фестивал
- Браним се, '99
- Пахуља на длану, 2001
- Златна јабука, 2002
- Никад не реци никад, 2003
- Није фер, 2004

### Аренафест, Пула
- Откада је отишла, 2008

### CMC festival, Водице
- Откада је отишла (Ревијални део фестивала), 2008
- Ни на небу, ни на земљи, 2011
- Коме звона звоне, 2023
- С оне стране љубави (дует са Аном Станић), 2023

## Дискографија

### Студијски албуми
- Куда иду изгубљене девојке-1986
- Јачи од судбине-1987
- Док свира радио-1988
- Обојени снови-1989
- 100x-1991
- Струји струја-1993
- У добру и у злу-1995
- Све губи сјај без љубави-1997
- Браним се-1999
- Директ-2000
- Ко је крив-2002
- Остварени сан-2004
- Записан у теби-2008
- Виа љубав-2011
- "Још сам увијек твој"-2014

### Компилације
- Хитови-1995
- Највећи хитови 1995.-2003.-2003
- Златна колекција(2005.)
- Платинум колекција (2008.)
- Најљепше љубавне пјемсе (2010.)
- Бест оф колекција (2015.)

### Уживо албуми
- Ostvaren san - Live (2005.)
- Mojih prvih 20 - Live (2007.)